# Louisette Bertholle
Louisette Bertholle (nascida Remion; 26 de outubro de 1905 – 26 de novembro de 1999) foi uma professora de culinária da França e autora, mais conhecida como uma das três autoras (ao lado de Julia Child e Simone Beck) do livro de receitas best-seller Mastering the Art of French Cooking.

## História
Ela nasceu em 26 de outubro de 1905. Algum momento depois de 1928, ela se casou com Paul Bertholle, um empresário.
Após a Segunda Guerra Mundial, Bertholle, que teve a ideia de escrever um livro de receitas francesas para cozinheiros americanos, conheceu Simone Beck por meio do clube gastronômico Le Cercle des Gourmettes, e as duas começaram a desenvolver o conceito, coletando receitas e testando-as. Suas tentativas iniciais de escrever o livro não tiveram sucesso, no entanto, a ideia ganhou nova vida em 1949, quando conheceram Julia Child. Bertholle e Beck publicaram com sucesso o pequeno livro de receitas What's Cooking in France em 1952, e as três mulheres fundaram sua própria escola de culinária, L'Ecole des Trois Gourmandes, em 1951. Este último foi criado para dar aulas de culinária francesa para mulheres americanas que moravam em Paris, e Child, assim como Beck, usariam o logotipo da escola em sua blusa ao aparecerem na televisão.
Em 1960, Bertholle estava com problemas no casamento, assim como problemas financeiros, além de já ter mais de 50 anos de idade. Ela se reinventou e reiniciou sua carreira por meio de sua participação com Child e Beck. As três haviam inicialmente assinado um contrato para publicar Mastering the Art of French Cooking com Houghton Mifflin. A editora acabou rejeitando o manuscrito submetido, acreditando que se parecia demais com uma enciclopédia. Quando foi finalmente publicado em 1961 por Alfred A. Knopf, o livro de 734 páginas se tornou um best-seller e recebeu aclamação da crítica.
Bertholle se divorciou e, mais tarde, casou-se novamente, com o conde Henry Bandit de Nalèche, tornando-se condessa de Nalèche no processo. Ela continuou publicando livros na França, e escrevia uma receita diária para o France-Soir até os 84 anos.
Ela é interpretada pela atriz americana Helen Carey no filme de 2009, Julie & Julia.